# 儿茶素
兒茶素（catechin）又稱兒茶酸（catechuic acid）、西阿尼醇（cianidanol），是多羟基黄烷-3-酚的总称，含2,3–位构型不相同的4个异构体，屬於黃烷醇類物質。可由儿茶中提取，为无色结晶形固体，能溶于水。
兒茶素可从茶（Camellia sinensis）的全株等多种植物中分离得到，是茶多酚中最重要的一種，約佔茶多酚含量的75%到80%，也是茶的苦澀味的來源之一，具有抗氧化作用 。其与咖啡因同属茶叶中的两大重要机能性成分，可增强新陈代谢，增加脂肪氧化供能。
兒茶素主要分為四種：表兒茶素（epicatechin，EC）、表沒食子兒茶素（epigallocatechin，EGC）、表兒茶素沒食子酸酯（epicatechin gallate，ECG）和表沒食子兒茶素沒食子酸酯（epigallocatechin gallate，EGCG）。
兒茶素是黃烷-3-醇，一種天然苯酚和抗氧化劑。它是一種植物次生代謝產物。它屬於基團黃烷-3-醇類(黃烷醇)，黃酮類化合物化學家族的一部分。兒茶素化學家族的名字從兒茶取得，這是含羞草屬兒茶或金合歡兒茶的汁或水煮提取物。
而人體常見的激素兒茶酚胺是具有兒茶酚核的（苯乙）胺類化合物的統稱，是由腎上腺產生的一類應激擬交感「鬥或逃」（fight or flight）激素。最重要的兒茶酚胺是腎上腺素、去甲腎上腺素（正腎上腺素）和多巴胺，均是從苯丙氨酸和酪氨酸合成。不少精神興奮劑也是兒茶酚胺的類似物。

## 化學
|                    |                  |              |
| 黃酮類化合物的編號 | (+)–兒茶素的編號 | guibourtinol |

兒茶素具有兩個苯環(A和B環)和二氫吡喃雜環(C環)其上的碳3為羥基。A環是類似於間苯二酚部分而B環是類似於兒茶酚部分。有兩個手性中心在碳原子2和3。因此，它有四個非對映異構。異構體的兩個處於反式構型，被稱為兒茶素和另外兩個是在順式構型，被稱為表兒茶素。最常見的兒茶素異構體是(+)–兒茶素。另一立體異構體是(-)–兒茶素。最常見的表兒茶素異構體是(-)–表兒茶素。不同的差向異構體可以使用手性柱色譜進行區分。

立體異構體
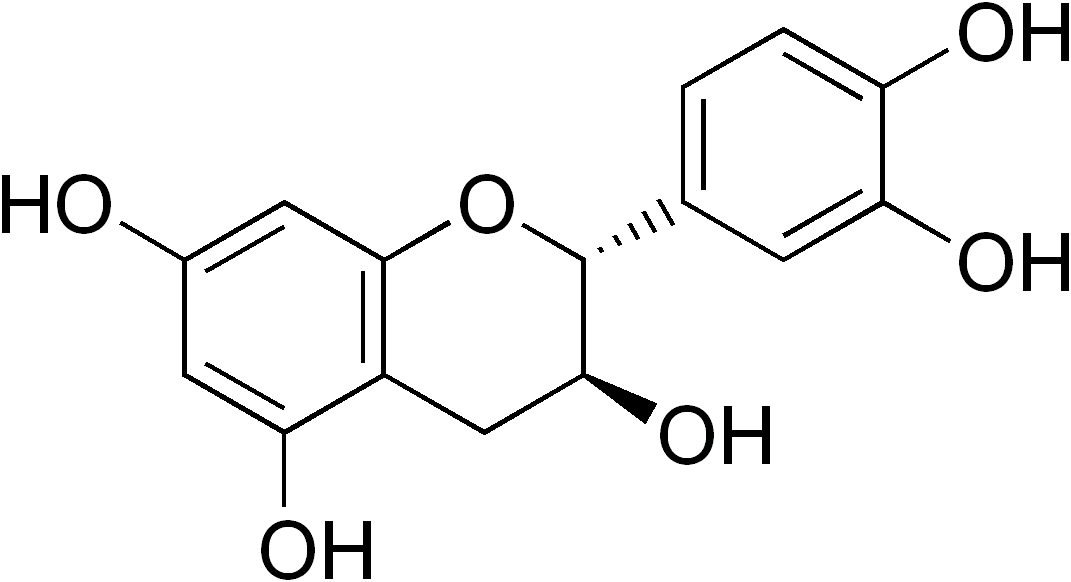
(+)-兒茶素 (2R,3S)
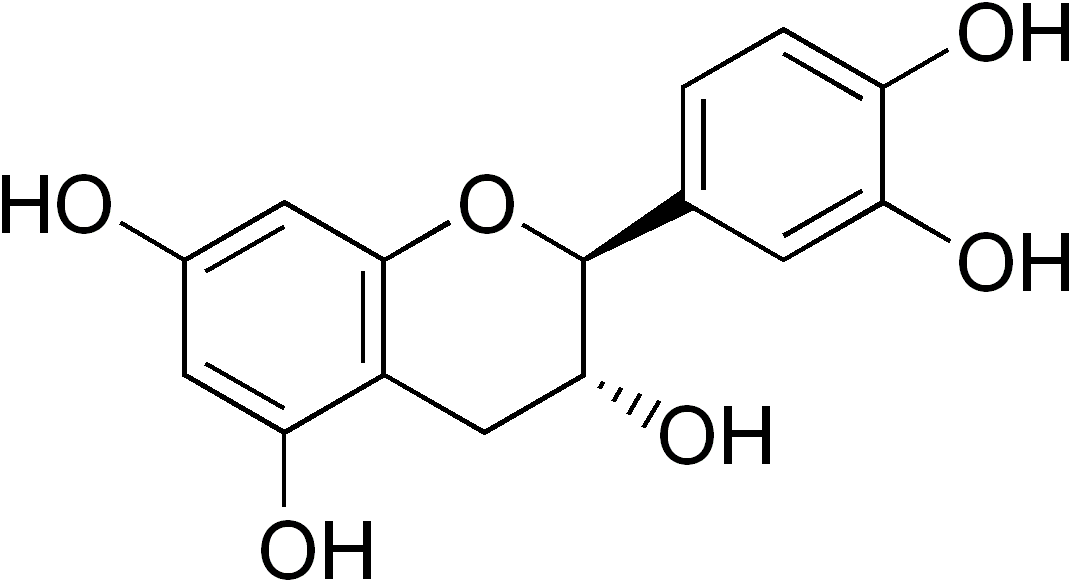
(-)-兒茶素 (2S,3R)
(-)-表兒茶素 (2R,3R)
(+)-表兒茶素 (2S,3S)

## 自然產生
(+)– 兒茶素和(-)–表兒茶素以及它們的沒食子酸結合物在維管束植物無處不在，和傳統草藥，如中國藥植嘴葉鉤藤等常見的組成部分。這兩種異構體大多在可可和茶的成分中發現。( - )–表兒茶素可以在可可豆中找到，首先稱可可醇。這是從綠茶通過美智代在1929年分離出來。 在1931年馬克西米利安證明兒茶素存在可可豆中。
兒茶素還發現作為苷和糖苷形式還具有抗氧化性能。

### 食品成分
在歐洲和美國的兒茶素類的主要膳食來源是茶與仁果類水果。兒茶素和表兒茶素在可可，兒茶素類的含量(108毫克/100克)，接著西梅汁(25毫克/ 100毫升)和蠶豆莢(16毫克/ 100克)。巴西莓果油含有兒茶素(67毫克/千克。表兒茶素和 兒茶素是摩洛哥堅果油的主要天然酚。兒茶素在各不相同食物中，從桃子綠茶和醋均有。兒茶素是大麥主要的酚類化合物負責麵團變色。

## 代謝

### 生物合成
兒茶素的植物生物合成始於4-羥基肉桂酰輔酶A，通過一個聚酮合酶3途徑(PKSIII途徑)加入三個丙二酰輔酶A，形成鏈的延伸。4-羥基肉桂酰輔酶A是由L-苯丙氨酸通過莽草酸途徑生物合成。L-苯丙氨酸首先由苯丙氨酸氨裂解酶(PAL)的脫氨基形成肉桂酸，然後由肉桂酸-4-羥化酶氧化為4-羥基肉桂酸。然後查耳酮合酶催化4-羥基肉桂酰輔酶A的縮合和丙二酰-輔酶A的三個分子形成查爾酮(chalcone)。然後由查爾酮異構酶將查耳酮異構化成柚皮素，它由類黃酮3'羥化酶氧化成聖草酚和進一步氧化黃烷酮由3羥化酶到花旗松。然後由二氫黃烷醇-4-還原酶將花旗松素還原，然後由無色花色素還原酶還原產生兒茶素。兒茶素的生物合成如下所示。
無色花青素還原酶(LCR)使用2,3-反式 - 3,4-順式無色花青素，以產生(+)–兒茶素和是在原花色素的第一種酶(PA)的專用通道。其活性在葉，花和種子已經過測量，如豆科植物紫花苜蓿，百脈根，蓮花，岩黃芪屬和刺槐。所述酶也存在於葡萄。

### 生物降解

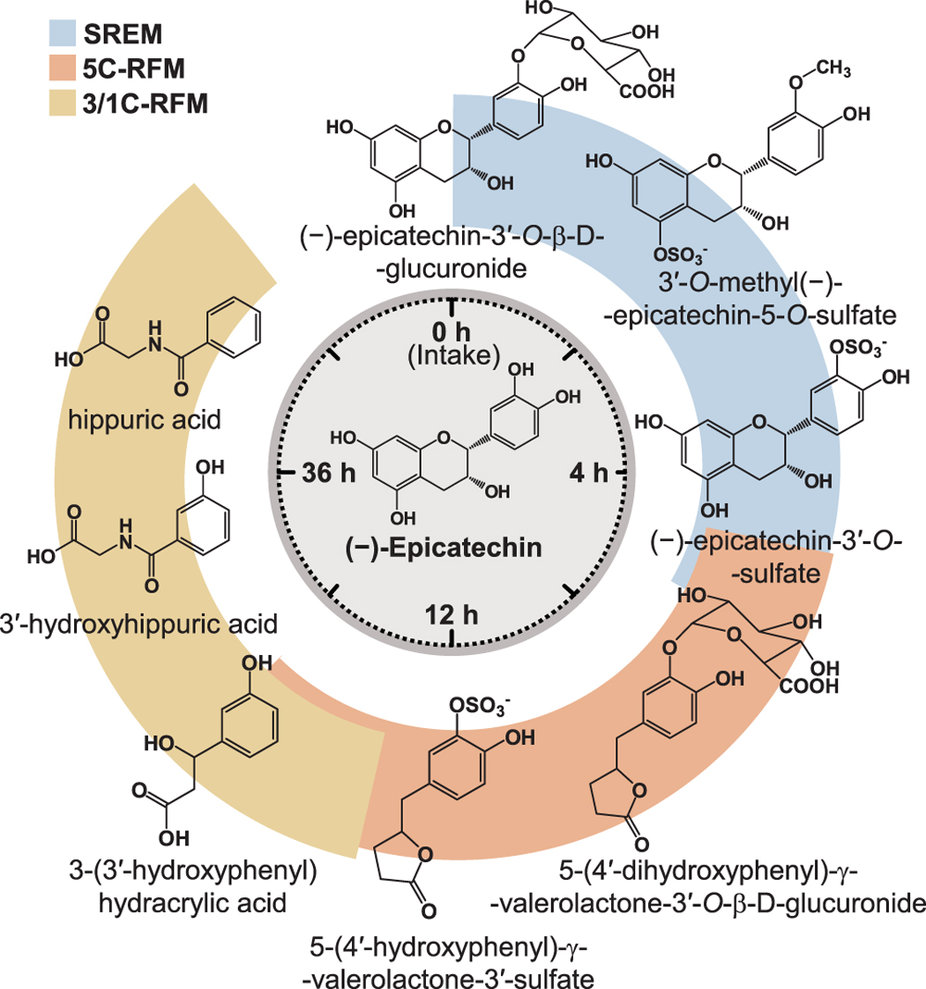
經口攝入時間的作用在人體內(-)–表兒茶素代謝的示意圖。

兒茶素加氧酶是兒茶素降解的關鍵酶，存在於真菌和細菌中。在細菌之間降解(+)–兒茶素可以通過醋酸鈣不動桿菌來實現。兒茶素代謝成原兒茶酸和間苯三酚羧酸。它也可由大豆慢生根瘤菌降解。間苯三酚羧酸進一步脫羧成間苯三酚，這是脫羥基化成間苯二酚。間苯二酚被羥化成羥基喹啉。原兒茶酸和羥基喹啉進行內部二醇裂解
通過兒茶酸3,4-雙加氧酶和羥基喹啉1,2-雙加氧酶，以形成β羧基順，順 - 己二烯二酸和乙酸順丁烯二酰基。
真菌之間，兒茶素的降解可通過角毛壳菌來實現。

### 人類
兒茶素類是從胃腸道經攝取，特別是空腸，及在肝中，產生所謂的結構相關的表兒茶素代謝物(SREM)。對於結構相關的表兒茶素代謝物主要代謝途徑由兒茶酚-O-甲基轉移酶由葡糖醛酸化，硫酸化及甲基化兒茶酚組，血漿僅檢測出微量。大多數飲食兒茶素類由結腸腸道微生物代謝成伽馬–戊內酯及馬尿酸並且經過肝臟中葡萄糖醛酸化，硫酸化和甲基化進一步的生物轉化。
關於兒茶素類的立體化學構造對它們的攝取及代謝產生巨大影響，攝取最高的為(-)–表兒茶素而最低的為(-)–兒茶素。

## 生物活性研究

### 血管功能
幾個世紀前含兒茶素的提取液被認為有用於治療心臟疾病，和於1936年發現對毛細血管的通透性產生影響。從膳食研究有限的證據表明，兒茶素可能對內皮依賴性血管舒張產生影響，這可能在人類中有助於正常的血流調節。綠茶中的兒茶素可改善高血壓，尤其是當收縮壓超過130毫米汞柱時。由於在消化過程中廣泛代謝，負責對血管的這種效果的兒茶素代謝物的命運和活動，以及作用的實際模式未知
歐洲食品安全局確定了可可黃烷醇對健康成人血管功能的作用
它通過了結論：可可黃烷醇幫助維持內皮依賴性血管舒張，這有助於正常血液流動。從觀察隊列研究的數據並沒有顯示出黃烷-3-醇攝取和心血管疾病的風險之間的一致的關聯性。
薈萃分析還表明，綠茶中的兒茶素可有利影響膽固醇。

### 可能的免疫效果
視攝取量而定，兒茶素及其代謝物可與紅血球細胞結合，此結合可能誘導自體抗原釋出，造成溶血性貧血或腎衰竭。此發現導致用於治療病毒性肝炎的藥品「Catergen」被召回。

## 對植物的影響
有些植物會釋放兒茶素到地面，可能會阻礙他們的鄰居植物的生長，這是相生相克的一種形式。

## 外部連結
- 维基共享资源上的相關多媒體資源：儿茶素